# Jiaxing
Jiaxing is een stad en prefectuur in de oostelijke provincie Zhejiang, Volksrepubliek China. Jiaxing grenst aan Hangzhou in het zuidwesten. Huzhou in het westen, de provincie Jiangsu in het noorden en Shanghai in het noordoosten. In het zuidoosten en zuiden grenst de prefectuur aan de Hangzhoubaai. 
Bij de volkstelling van 2020 woonden 5.400.868 inwoners in de prefectuur, waarvan 1.188.321 in de stad zelf. Andere grote steden in de prefectuur zijn Haining en Tongxiang.
De industrie is de belangrijkste economische motor voor de economie van de stad. Jiaxing is ook bekend als de 'thuisstad van de zijde', en is een beroemde producent van textiel en wol. Er is een grote productie en export van lederwaren. Daarnaast zijn er mechanische, chemische en elektronische industriesites. Jiaxing is een ook een belangrijke energieproducent in Oost-China. Zowel de Qinshan kerncentrale, de eerste zelf ontworpen kerncentrale in China met zeven reactoren, als de aangrenzende Fangjiashan kerncentrale met twee reactoren zijn gevestigd in het arrondissement Haiyan aan de Hangzhoubaai.

## Geschiedenis
Reeds in de Periode van Lente en Herfst is Jiaxing, dan gekend als Zuili, een belangrijke staat binnen de staat Yue. In het koninkrijk Wu kreeg de stad zijn huidige naam in januari 242 bij de kroning van Sun He tot kroonprins.  De stad kan bogen op het feit dat de eigenlijke stichting van de Communistische Partij van China in 1921 op het grondgebied van de stad plaats vond.  Toen bij het stichtingscongres de aanwezigen uit Shanghai werden verdreven, werd het congres verder gezet op een toeristenboot op Nanhu (ook gekend als het South Lake) in Jiaxing.

## Bestuurlijke indeling
De stadsprefectuur bestaat uit zeven stadsdelen, twee districten, drie stadsarrondissementen en twee arrondissementen. In onderstaande tabel de bevolkingscijfers van de census van 2010.
| Map | Map                 | Map    | Map           | Map      |
| --- | ------------------- | ------ | ------------- | -------- |
| Nanhu district Xiuzhou district Jiashan arrondissement Haiyan arrondissement Haining stadsarr. Pinghu stadsarr. Tongxiang stadsarr. |                     |        |               |          |
| Stadsdeel | Bestuursvorm        | Hanzi  | Pinyin        | Inwoners |
| Nanhu | district            | 南湖区 | Nánhú Qū      | 612.663  |
| Xiuzhou | district            | 秀洲区 | Xiùzhōu Qū    | 589.219  |
| Jiashan | arrondissement      | 嘉善县 | Jiāshàn Xiàn  | 574.187  |
| Haiyan | arrondissement      | 海盐县 | Hǎiyán Xiàn   | 430.940  |
| Haining | stadsarrondissement | 海宁市 | Hǎiníng Shì   | 806.966  |
| Pinghu | stadsarrondissement | 平湖市 | Pínghú Shì    | 671.834  |
| Tongxiang | stadsarrondissement | 桐乡市 | Tóngxiāng Shì | 815.848  |